# Черногорлый арасари
Черногорлый арасари (лат. Pteroglossus aracari) — птица семейства тукановых (Ramphastidae), обитающая в Южной Америке. Принадлежит к роду арасари и был впервые описан Карлом Линнеем в 1758 году.

## Внешний облик
У черногорлых арасари преимущественно тёмное оперение. Ниже груди этот вид желтоватый, с широкой красной поперечной полосой. Верхняя часть клюва желтовато-белая, нижняя часть — чёрная. У самцов клюв несколько длиннее, чем у самок. Вне зависимости от пола, эти птицы достигают размеров от 35 до 45 см и весят от 177 до 309 г. Звуки, издаваемые арасари, напоминают топор, ударяющийся о дерево.

## Распространение
Черногорлые арасари обитают в дождевых лесах Бразилии, Французской Гвианы, Гайаны, Суринама и Венесуэлы. По оценке МСОП они не состоят под угрозой исчезновения.
В феврале 2012 года представителей вида завезли в Пермский зоопарк.

## Подвиды
Международный союз орнитологов выделяет три подвида:
- P. aracari aracari
- P. aracari atricollis
- P. aracari vergens